# Katholisches Militärpfarramt
Ein Katholisches Militärpfarramt (KMilPfA) ist eine Ortsbehörde des Bundes im Geschäftsbereich des Bundesministeriums der Verteidigung. Die rund 100 Kleinstdienststellen an Bundeswehrstandorte im gesamten Bundesgebiet sowie an vier Standorten im Ausland bestehen grundsätzlich aus einem Militärpfarrer, der die Behörde leitet und Beamter auf Zeit ist, und einem Pfarrhelfer. 

## Status und Aufgaben
Die Katholischen Militärpfarrämter gehören zum Organisationsbereich Militärseelsorge der Bundeswehr und unterstehen (mit Ausnahme der Auslandsstandorte) den Katholischen Militärdekanaten, die die Dienstaufsicht über sie ausüben. Diese sind wiederum dem Katholischen Militärbischofsamt als Bundesoberbehörde nachgeordnet. Dessen Leiter, der Militärgeneralvikar, ist Disziplinarvorgesetzter aller Militärgeistlichen.
Die Katholischen Militärpfarrämter sind in der Regel für verschiedene Dienststellen und Liegenschaften zuständig und betreuen die dortigen Soldaten in ihrem Dienst in der Bundeswehr, im soldatischen Alltag wie auch bei den Auslandseinsätzen. Durch Seelsorge geben sie Orientierung und Unterstützung für alle Bundeswehrangehörigen.
In Einzelfällen haben die Katholischen Militärpfarrämter weiteres Personal, wie einem Diakon, einem weiteren Pfarrhelfer oder einer Bürokraft, aber immer nur einen Militärpfarrer. Daher gibt es an den größten Bundeswehr-Standorten mit vielen katholischen Soldaten mehrere Katholische Militärpfarrämter: Drei in Koblenz und jeweils zwei in Berlin, Hamburg, Köln, Ulm und Wilhelmshaven. Einige Katholische Militärpfarrämter sind mit leitenden Militärgeistlichen besetzt, die die Amtsbezeichnung Militärdekan führen und keine Beamte auf Zeit sind.
Zu den kirchlichen Aufgaben der Katholischen Militärpfarrämter gehören die Durchführung von Gottesdiensten und von Seelsorgegesprächen. In der Erfüllung der kirchlichen Aufgaben („geistlicher Auftrag“) sind die Militärgeistlichen von staatlichen Weisungen unabhängig. Dort können das kirchliche Seelsorgegeheimnis und das kirchliche Beichtgeheimnis gelten. Zu den staatlichen Aufgaben gehört die Erteilung von Lebenskundlichem Unterricht, welcher nicht als Religionsausübung gilt, ist für alle Soldaten verpflichtend ist und nach Vorgaben und im Auftrag des Staates durchgeführt wird.

## Auslandsstandorte
Die drei Deutschen Katholischen Militärpfarrämter an den Auslandsstandorten der Bundeswehr sind:
- Deutsches Katholisches Militärpfarramt Belgien/Frankreich (SHAPE)
- Deutsches Katholisches Militärpfarramt Italien (Neapel)
- Deutsches Katholisches Militärpfarramt USA (Fort Bliss)

Sie werden nicht durch ein Katholisches Militärdekanat, sondern unmittelbar durch das Katholische Militärbischofsamt geführt. Zudem gibt es vier Katholische Militärgeistliche im Nebenamt:
- Katholischer Militärgeistlicher im Nebenamt für Portugal (Lissabon)
- Katholischer Militärgeistlicher im Nebenamt für Spanien (Albacete)
- Katholischer Militärgeistlicher im Nebenamt für die Türkei (Antalya)
- Katholischer Militärgeistlicher im Nebenamt für Washington, D.C./USA

## Geschichte
Der Bestand der Katholischen Militärpfarrämter wird regelmäßig an die Struktur der Bundeswehr (Standortschließungen, -reduzierungen, -aufwüchse) angepasst.